# Karol Pękala
Karol Pękala (* 26. Oktober 1902 in Siołkowa, Polen; † 14. August 1968 in Sosopol, Bulgarien) war Weihbischof im Bistum Tarnów in den Jahren 1946 bis 1968.

## Leben
Nach seinem Theologiestudium in Tarnów wurde Pękala 1928 zum Priester geweiht. 1933 wurde er Direktor der Katholischen Aktion. Pękala wurde 1937 Direktor des neu errichteten Caritasverbandes und wurde 1939 mit einer Arbeit zum Thema Caritas we współczesnej pracy duszpasterskiej (Caritas in der gegenwärtigen Seelsorge) promoviert. 1947 wurde er in der Kathedrale von Tarnów durch Bischof Jan Stepa zum Titularbischof von Trocmades geweiht und war bis zu seinem Tod 1968 Weihbischof in Tarnów. Seine letzte Ruhestätte fand er in der Krypta der Kirche der Gottesmutter von Fatima in Tarnów.